# Pierre Lonchamp
Pour les articles homonymes, voir Lonchamp.
 (novembre 2021).
Si vous disposez d'ouvrages ou d'articles de référence ou si vous connaissez des sites web de qualité traitant du thème abordé ici, merci de compléter l'article en donnant les références utiles à sa vérifiabilité et en les liant à la section « Notes et références ».
 (novembre 2021).
La mise en forme du texte ne suit pas les recommandations de Wikipédia : il faut le « wikifier ».
Les points d'amélioration suivants sont les cas les plus fréquents. Le détail des points à revoir est peut-être précisé sur la page de discussion.
- Les titres sont pré-formatés par le logiciel. Ils ne sont ni en capitales, ni en gras.
- Le texte ne doit pas être écrit en capitales (les noms de famille non plus), ni en gras, ni en italique, ni en « petit »…
- Le gras n'est utilisé que pour surligner le titre de l'article dans l'introduction, une seule fois.
- L'italique est rarement utilisé : mots en langue étrangère, titres d'œuvres, noms de bateaux, etc.
- Les citations ne sont pas en italique mais en corps de texte normal. Elles sont entourées par des guillemets français : « et ».
- Les listes à puces sont à éviter, des paragraphes rédigés étant largement préférés. Les tableaux sont à réserver à la présentation de données structurées (résultats, etc.).
- Les appels de note de bas de page (petits chiffres en exposant, introduits par l'outil «  Source ») sont à placer entre la fin de phrase et le point final[comme ça].
- Les liens internes (vers d'autres articles de Wikipédia) sont à choisir avec parcimonie. Créez des liens vers des articles approfondissant le sujet. Les termes génériques sans rapport avec le sujet sont à éviter, ainsi que les répétitions de liens vers un même terme.
- Les liens externes sont à placer uniquement dans une section « Liens externes », à la fin de l'article. Ces liens sont à choisir avec parcimonie suivant les règles définies. Si un lien sert de source à l'article, son insertion dans le texte est à faire par les notes de bas de page.
- La présentation des références doit suivre les conventions bibliographiques. Il est recommandé d'utiliser les modèles {{Ouvrage}}, {{Chapitre}}, {{Article}}, {{Lien web}} et/ou {{Bibliographie}}. Le mode d'édition visuel peut mettre en forme automatiquement les références.
- Insérer une infobox (cadre d'informations à droite) n'est pas obligatoire pour parachever la mise en page.

Pour une aide détaillée, merci de consulter Aide:Wikification.
Si vous pensez que ces points ont été résolus, vous pouvez retirer ce bandeau et améliorer la mise en forme d'un autre article.
Pierre Lonchamp né le 5 février 1925 à Salins-les-Bains (Jura) et mort le 26 août 1978 à Pavillon-sous-Bois (Seine-Saint-Denis) est un peintre français.

## Biographie
Pierre Lonchamp passe la plus grande partie de son enfance dans le Jura avec ses 4 frères et sœurs. Sa mère est employée des Postes et son père, électricien.
Il obtient son baccalauréat à Besançon en juin 1943. Dès septembre 1943, il entre dans la résistance en devenant maquisard dans le groupe Fontenay-Jura commandé par le Lieutenant Charles Quillet, lui-même peintre. Il y restera jusqu'en septembre 1944 et recevra la Croix de Guerre.
Pierre Lonchamp quitte l'armée le 5 décembre 1947 pour devenir employé des Postes à Paris.
Parallèlement à son activité professionnelle qu'il exerce de nuit, il s'inscrit la même année à l'École des Beaux-Arts de Paris. Il peint dans un atelier au dernier étage du Central PTT Carnot dans la rue Médéric (Paris 17e arrondissement). Durant toute sa carrière, il pourra compter sur le soutien du Ministère des PTT de l'époque. Cette administration avait une politique de mise en valeur de ses agents doués artistiquement : il leur commandait des œuvres exposées ensuite dans les bureaux de poste et du ministère lui-même. Il leur mettait également à disposition des ateliers où ils pouvaient exercer librement leur art (peinture, sculpture, gravure...).
En 1950, Pierre Lonchamp est admis aux Beaux-Arts dans l'atelier de Maurice Brianchon, peintre dans la lignée de Pierre Bonnard et d'Edouard Vuillard.
Entre 1953 et 1955, il se lie d'amitié avec le peintre Nicolas de Staël.
En 1955, il obtient le Prix de la Casa Velasquez (Madrid) qui lui permet de résider et de travailler pendant 2 ans en Espagne.
Pour raisons de santé, Pierre Lonchamp doit finalement cesser son activité professionnelle aux PTT ; il bénéficiera alors d'une pension d'invalidité.
Après avoir vécu à Paris puis aux Mureaux, il s'installe en 1962 à Clermont de l'Oise pendant 7 ans, à Breuil-le-Sec durant 6 ans, une courte année à Rotheleux à Breuil-le-Vert et enfin de nouveau à Clermont rue Viénot au rez-de-chaussée de la maison appelée "Le Tilleul".
En 1977, il reçoit l'Ordre National du Mérite (Affaires Culturelles).
De santé fragile (diabète), Pierre Lonchamp est hospitalisé plusieurs fois avant de décéder à l'âge de 53 ans dans une clinique de Pavillon-sous-Bois le 26 août 1978.
Il est enterré à Breuil-le-Sec (Oise).
Une rue porte son nom à Clermont de l'Oise et une autre à Breuil-le-Sec.

## Œuvre
Dans les années 1950, Pierre Lonchamp est influencé par un courant artistique émergent, celui de la Jeune peinture, qui prône un retour au figuratif, mais de manière non académique. Des peintres tels que Bernard Buffet ont fait partie de ce courant.
« 
Je me veux, je suis un peintre figuratif (…) L'abstraction m'ennuie un peu. Si je poussais mes toiles au-delà, je les trouverais ennuyeuses. Il faut éprouver ce petit plaisir de voir une belle fille, une belle course, une belle nature morte…
 »
— Pierre Lonchamp
Sa peinture se caractérise alors par un dessin  aux traits marqués et l'utilisation de couleurs plutôt sombres.

Puis à partir des années 1960, sa peinture évolue vers une simplification des formes et l'utilisation de couleurs vives, mais toujours sous tendue par une solide construction. La pâte souvent épaisse est étalée au couteau et au pinceau large.
« 
Je pars donc d'un sujet (…) Et je simplifie au maximum. J'élimine les détails, l'anecdote que je refuse systématiquement. En définitif, ce qui compte dans une toile, c'est la qualité de la composition et la tache de couleur.
Je peins par grandes surfaces en choisissant deux couleurs primordiales pour chaque tableau : bleu et rouge, bleu et jaune, vert et rouge, ou quelquefois deux valeurs de rouge. Ce sont évidemment les dominantes : d’autres couleurs  s’intègrent au tableau mais elles ne sont pas essentielles.
Un tableau, ça se construit comme une maison : il doit être équilibré et tenir debout.
 »
— Pierre Lonchamp
Les nus, les bateaux, les scènes de port, de plage, les bouquets et autres natures mortes sont ses thèmes de prédilection.
Pierre Lonchamp  affectionne aussi les compositions à plusieurs personnages et les masses de couleurs, comme les orchestres, les courses automobiles ou cyclistes, les mêlées de rugby, les scènes de plage ou de port.
Pierre Lonchamp est particulièrement à l'aise dans les grands formats. Il réalise notamment une toile de 18 m de long pour la nouvelle Poste de St Raphaël (1965) toujours visible actuellement, une autre pour le bureau de poste de Montrond-les-Bains (1969), celui de St Étienne, des grands formats pour les centraux téléphoniques parisiens Étoile, Anjou et Élysées, de  grandes compositions murales pour de grands hôtels à Majorque (1963) et à Saint-Flour (1962), pour les Salons du Ministère des PTT, le Centre National du Matériel (bar-restaurant) à Massy, ainsi que le fond de scène encore en place de la salle des fêtes de Breuil-le-Sec (1971). Les communes de Clermont de l'Oise possèdent des toiles et des lithographies.
Collections de l'État et de la ville de Paris.
Collections particulières.

## Réception critique
- « Les marines de Lonchamp, les matelots de Lonchamp, les bolides du Mans de Lonchamp, les bouquets solaires de Lonchamp, les footballeurs de Lonchamp, les filles nues ou presque - mais à peine - habillées de Lonchamp, ça vous ferait croire à la peinture si vous n'y aviez jamais cru. L'équilibre des tensions, les structures, tout est effacé, gommé par l'insolente sûreté de la pâte étalée à grands coups de couteau. On n'y croit pas, ça serait trop simple ! Et pourtant… Et pourtant l'art de Lonchamp a acquis une telle maîtrise depuis 10 ans que les plus folles audaces sont emprisonnées dans le fascinant arbitrage du tableau. Il peut tout se permettre et il se permet tout. Lonchamp (…) est un grand. » — Maurice Bruzeau[2]. —

- Le critique d'art Robert Vrinat salue " ses débuts d'une remarquable vigueur de dessin et de structure dans un style expressionniste traité en valeurs simples avec une palette plutôt sombre, nuancée dans les bruns, les terres". Puis de "sa marche irrésistible vers la lumière, sa conquête d'une liberté étonnante qui n'affaiblit aucune de ses qualités de base qui faisaient déjà sa grandeur (…) Le dessin n'y perd en rien son prestige, pour être moins apparent, plus elliptique : il sous-entend avec la plus grande rigueur le festival de lumières, vives ou atténuées, la fanfare des tons riches infiniment mouvants dans des accords et des nuances d'une rare justesse (…) Lonchamp s'affirme le peintre de la joie de vivre, de l'émerveillement sensuel devant la nature, ses formes, ses matières, ses lumières, ses créatures."

## Récompenses et distinctions
- 1950 à 1954 : sélectionné pour le Prix des Vikings
- 1950 : Prix Justin Claverie
- 1951 : Prix Guillou
- 1952 : Prix Chenavard attribué par l'École des Beaux-Arts de Paris
- 1954 : Prix Eléonore de Rothschild
- 1955 : Prix de la Casa Velasquez (Madrid) et Grand Prix de l'Hôtel des Baumettes (St Raphaël)
- 1955 et 1956 : Prix des peintres
- 1974 : 1er Prix de peinture du Ministère de l'Environnement
- 1975 : Prix André Peuvrier  (1883-1968) et Prix de La Société des Transports Maritimes

## Expositions et salons(chapitre en cours d'élaboration)

### De son vivant

#### En France

##### Expositions particulières
- Expositions Maison des Beaux-Arts de Paris (1950, 1953)
- Galerie Tedesco (Paris, 1954)
- Galerie Epona (Paris, jusqu'en 1962)
- Galerie Dauphine (Paris 1962, 1963,1964, 1965, 1968)
- Galerie Rive-gauche (Paris)
- Aéroport Paris-Orly (1968,1970,1974)
- Province :  Dijon (1962,1965,1967,1972), Boulogne-sur-Mer (1964), Cherbourg (1971), Oléron (1972), le Havre, Lens, Montpellier, St Raphaël, Cannes, Béziers…

##### Salons
- Salon des Artistes Français (1949,1950,1955, 1956, 1969,1972,1979)
- Salon de la Jeune Peinture au Musée d'Art moderne de la ville de Paris (1955, 1960)
- Salon de l'École de Paris
- Salon d'Automne (1955)
- Salon Comparaisons
- Salon Terres Latines
- 4e Biennale de Peinture de Conches (1961)
- Invité d'honneur au 6e Salon d'Yport (1967)

#### A l'étranger
- Madrid (1957)
- Participation à l'exposition de "L'École de Paris" à Stockholm et Francfort (1958)
- Palm-Beach (1962) et Huston
- Tokyo (1971)
- Mexico (Alliance française 1973,1974)
- Frankfort
- Bruxelles

### Expositions posthumes
- Exposition Rétrospective Pierre Lonchamp à l'Hôtel de Ville de Clermont de l'Oise (1998)
- Exposition  à l'Hôtel de Ville de Clermont de l'Oise (2018). Hommage à Pierre Lonchamp, dans le cadre de l'exposition d'art de l'Association pour la Sauvegarde de l'Église Saint-Martin de Breuil-le-Vert.

- Exposition particulière à l'occasion de l'inauguration de la Médiathèque Jacques Prévert de Breuil-le-Sec (2020).
- Exposition rétrospective Pierre Lonchamp à l'Hôtel de ville de Clermont de l'Oise, 30 octobre-13 novembre 2021.

### Lien(s) externe(s)
- Pierre Lonchamp peintre
- Jeune Peinture
- Société artistique des Groupes la Poste et Orange